# Megaselia tenebricola
Megaselia tenebricola är en tvåvingeart som beskrevs av Schmitz 1934. Megaselia tenebricola ingår i släktet Megaselia och familjen puckelflugor. Inga underarter finns listade i Catalogue of Life.